# El Crit de la Muntanya
El Crit de la Muntanya, autodefinit com a «fulla mensual valencianista agrària», fou una publicació periòdica valenciana en català, fundada el 1922, per Vicent Tomàs i Martí. Publicada en 19 números gratuïts entre 1922 i 1923, era un periòdic politicosocial d'orientació estrictament nacionalista i, com indicava la capçalera, adreçat al públic de les comarques agrícoles.
Tenia col·laboradors com Santiago Cebrian, Serafí Loret i Perucho, Adolf Pizcueta, Joan M. Borràs i Francesc Boix. Al principi tirava 300 exemplars, augmentats posteriorment a 500 i, en algun número, a 1000. Se'n cessà la publicació en el número 19 (15 d'agost de 1923) després del fracàs d'assistència del IV Aplec Valencianista de Betxí a causa de certes desavinences amb el grup de Vila-real. A penes mes i mig després, la dictadura de Primo de Rivera, i la prematura mort del director, Vicent Tomàs, en febrer del 1924, significaren la desaparició definitiva del Crit.